# Championnat des Antilles néerlandaises de football 1990
Navigation
Saison précédente Saison 1993
La saison 1990 du Championnat des Antilles néerlandaises de football est la vingt-septième édition de la Kopa Antiano, le championnat des Antilles néerlandaises. Les deux meilleures équipes de Curaçao et de Bonaire se rencontrent lors d'un tournoi inter-îles. 
Les quatre clubs qualifiés sont regroupés au sein d'une poule unique où chaque équipe rencontre deux fois ses adversaires. Les deux équipes en tête de la poule s'affrontent en finale, jouée sous forme de rencontres aller et retour. 
C'est l'Union Deportivo Banda Abou, vice-champion de Curaçao, qui est sacré cette saison après avoir battu en finale l'autre représentant curacien, le RKVFC Sithoc. Il s’agit du troisième titre de champion des Antilles néerlandaises de l'histoire du club, en cinq saisons.
Le vainqueur de la Kopa Antiano et son dauphin se qualifient tous les deux pour la Coupe des champions de la CONCACAF 1990.

## Clubs engagés
- RKVFC Sithoc - Champion de Curaçao 1989
- Union Deportivo Banda Abou - Vice-champion de Curaçao 1989
- SV Juventus - Champion de Bonaire 1989
- SV Estrellas - Vice-champion de Bonaire 1989

## Compétition
Le barème utilisé pour établir le classement est le suivant :
- Victoire : 2 points
- Match nul : 1 point
- Défaite : 0 point

### Phase de poule
| Rang | Équipe                     | Pts | J | G | N | P | Bp | Bc | Diff |  | Résultats (▼ dom., ► ext.) | Sit | Ban | Juv | Est |
| ---- | -------------------------- | --- | - | - | - | - | -- | -- | ---- |  | -------------------------- | --- | --- | --- | --- |
| 1    | RKVFC Sithoc               | 7   | 4 | 3 | 1 | 0 | 6  | 2  | +4   |  | RKVFC Sithoc               |     | 1-0 |     | 2-1 |
| 2    | Union Deportivo Banda Abou | 6   | 4 | 3 | 0 | 1 | 5  | 3  | +2   |  | Union Deportivo Banda Abou |     |     | 2-1 | 2-1 |
| 3    | SV Juventus forfait        | 2   | 4 | 0 | 2 | 2 | 1  | 3  | -2   |  | SV Juventus forfait        | 0-0 | 0-1 |     | 0-0 |
| 4    | SV Estrellas forfait       | 1   | 4 | 0 | 1 | 3 | 3  | 7  | -4   |  | SV Estrellas forfait       | 1-3 |     |     |     |

|  | Qualification pour la finale pour le titre et pour la Coupe des champions de la CONCACAF 1990 |

- Les deux clubs de Bonaire abandonnent la compétition à l'issue de la quatrième journée, n'ayant plus aucune chance de finir à l'une des deux premières places.

### Finale
| Équipe 1                   | Résultat | Équipe 2     | Aller | Retour |
| -------------------------- | -------- | ------------ | ----- | ------ |
| Union Deportivo Banda Abou | 2 - 0    | RKVFC Sithoc | 1 - 0 | 1 - 0  |

## Bilan de la saison
| Championnat des Antilles néerlandaises de football 1990 |                                       |
| Champion                                                | Union Deportivo Banda Abou (3e titre) |
| Qualifications continentales                            |                                       |
| Coupe des champions de la CONCACAF 1990                 | Union Deportivo Banda Abou            |
| Coupe des champions de la CONCACAF 1990                 | RKVFC Sithoc                          |
| Promotions et relégations                               |                                       |
| Promus en Kopa Antiano                                  | Aucun                                 |
| Relégués                                                | Aucun                                 |